# Postgeschichte und Briefmarken indischer Fürstenstaaten
Die Postgeschichte der indischen Fürstenstaaten umfasst einen Zeitraum von 1864 bis zum 1. April 1950, als alle noch bestehenden Postdienste der Fürstenstaaten geschlossen wurden oder in die indische Post übergingen. Von den 565 Fürstenstaaten, die bei der Unabhängigkeit Indiens von Großbritannien existierten, betrieben eine große Zahl Postdienste für Dienstpost zwischen den Behörden, aber nur eine kleine Zahl einen Postdienst in eigener Regie für die Einwohner. Von wenigen Ausnahmen abgesehen, waren die Briefmarken und Ganzsachen nur innerhalb der Grenzen des jeweiligen Fürstenstaates für den Postverkehr gültig. Postsendungen über dessen Grenzen hinaus, mussten mit Marken der britisch-indischen Post oder ab 1947 mit indischen Briefmarken freigemacht werden.

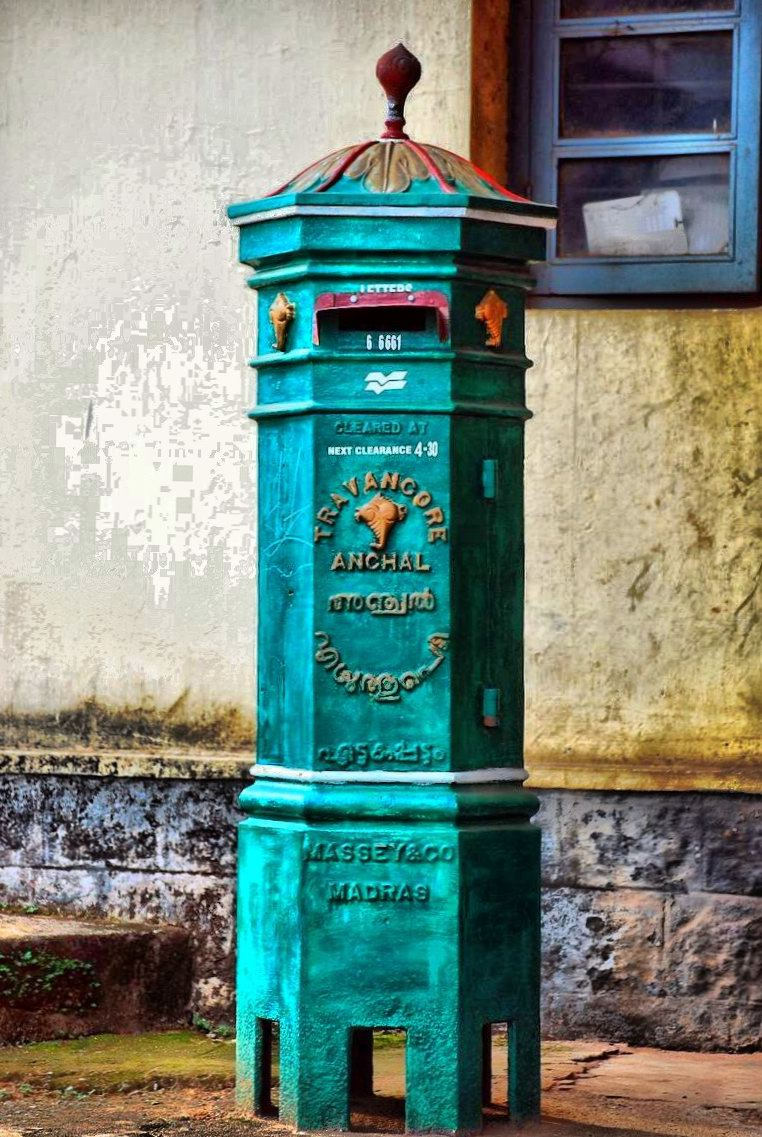
Alter Briefkasten der Fürstenpost von Travancore, 2008 noch in Gebrauch

Einige Fürstenstaaten schlossen ein Postabkommen mit Britisch-Indien. Sie betrieben den Postdienst mit eigenem Personal, erhielten britisch-indische Briefmarken mit Aufdruck des Staatsnamens und hatten die gleichen Postgebühren wie die britisch-indische Post. Diese Staaten werden als Konventionsstaaten (engl. Convention States) bezeichnet und von Philatelisten nicht zu den Fürstenstaaten im engeren Sinne gerechnet.
Unter englischsprachigen Sammlern werden die Marken der indischen Fürstenstaaten als „Uglies“ (Hässliche) verspottet, da viele Entwürfe rein zweckmäßig, ohne Rücksicht auf ästhetische Gesichtspunkte ausfielen und mangelhafte Drucktechnik zusätzlich oft verschmierte, wenig ansprechende Ergebnisse erbrachte. Schon 1905 landeten bei einer Abstimmung unter Lesern der Zeitschrift Gibbons Stamp Weekly sieben Marken der Fürstenstaaten unter den 12 hässlichsten Marken der Welt.
Um die Erforschung der Post der indischen Fürstenstaaten bemüht sich der India Study Circle, eine Arbeitsgruppe internationaler Philatelisten, die zu diesem Thema regelmäßige Mitteilungen veröffentlicht. Nachdem bereits in den 1930er Jahren das Sammlerinteresse an diesen Marken wegen vieler hoher Nominale, für die es keine postalische Verwendung gab und etlicher Fälschungen, die den Markt überschwemmten deutlich nachgelassen hatte, trugen viele neue Erkenntnisse und Veröffentlichen zu diesen Marken dazu bei, dass sich Sammler seit den 1990er Jahren wieder vermehrt für dieses Kapitel der indischen Postgeschichte interessieren.

## Konventionsstaaten
Einige Fürstenstaaten schlossen einen Postvertrag (Convention) mit der Post Britisch-Indiens. Dieser Postvertrag garantierten den Staaten einen Postbetrieb unter eigener Regie. Dabei unterlagen die Staaten gewissen Auflagen hinsichtlich der Portosätze, der Ausgaben von Briefmarken und der Weiterbeförderung von Post aus Britisch-Indien. Die britisch-indische Post stellte den Fürstenstaaten Briefmarken zur Verfügung, wobei es sich um zeitgenössische Marken Britisch-Indiens mit Aufdruck des Namens des Fürstenstaates handelt. Die Marken konnten zur Freimachung von Post nach Britisch-Indien und nach anderen Konventionsstaaten verwendet werden, im Gegenzug musste die jeweilige Fürstenpost Sendungen aus diesen Gebieten weiterbefördern. Im Auslandsverkehr mussten Marken Britisch-Indiens verwendet werden.
Folgende Fürstenstaaten schlossen solche Postverträge (in Klammern das Datum, an dem der Vertrag in Kraft trat)
- Patiala (1. Oktober 1884)
- Gwalior (1. Juli 1885)
- Jind (1. Juli 1885)
- Nabha (1. Juli 1885)
- Chamba (1. Januar 1887)
- Faridkot (1. Januar 1887)

Am 1. April 1950 wurden die Postdienste der Fürstenstaaten von der indischen Post übernommen, die Briefmarken behielten ihre Gültigkeit noch bis zum 1. Januar 1951. Zwischen April und Dezember 1950 entstanden daher Mischfrankaturen zwischen indischen Marken und Marken der Fürstenstaaten.

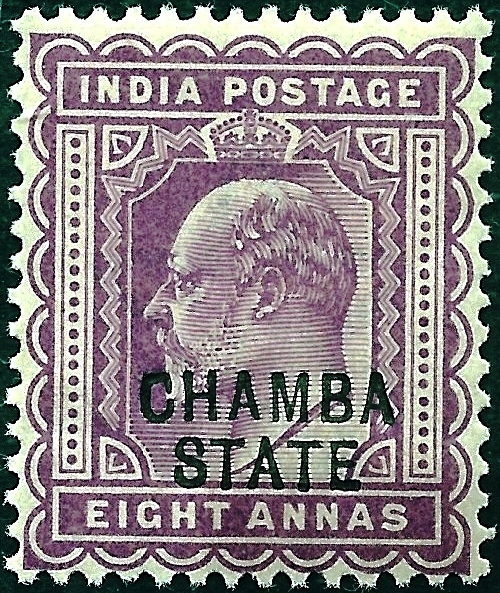
Chamba 8 Anna (1904)
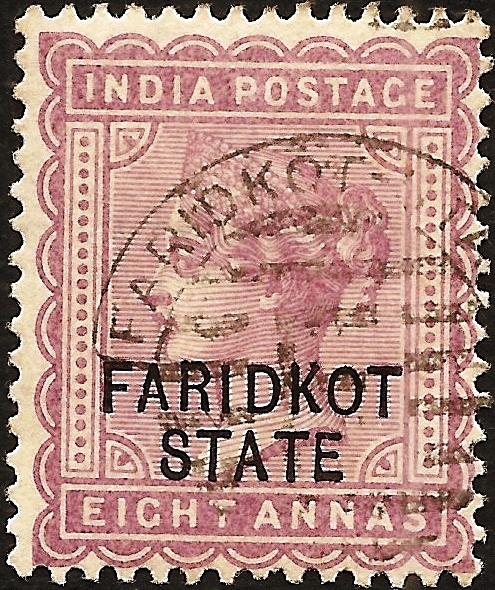
Faridkot 8 Anna (1887)
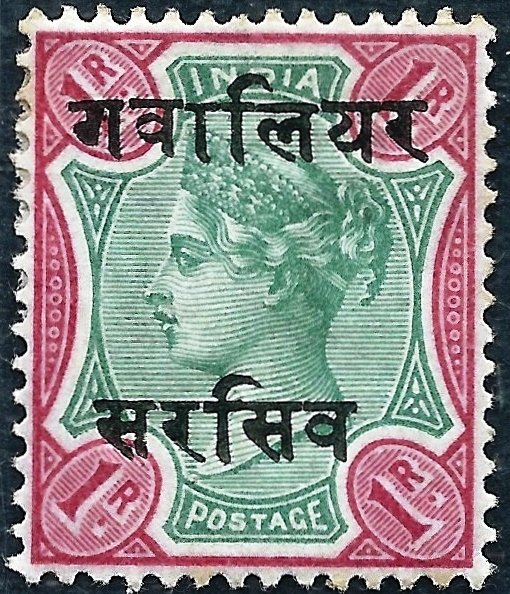
Gwalior 1 Rupie (1896)
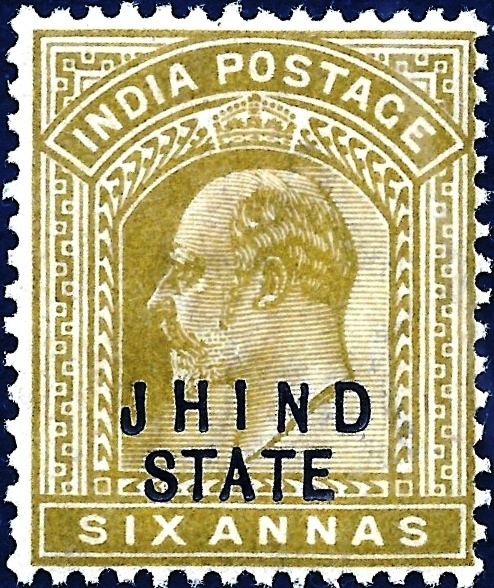
Jind 6 Annas (1906)
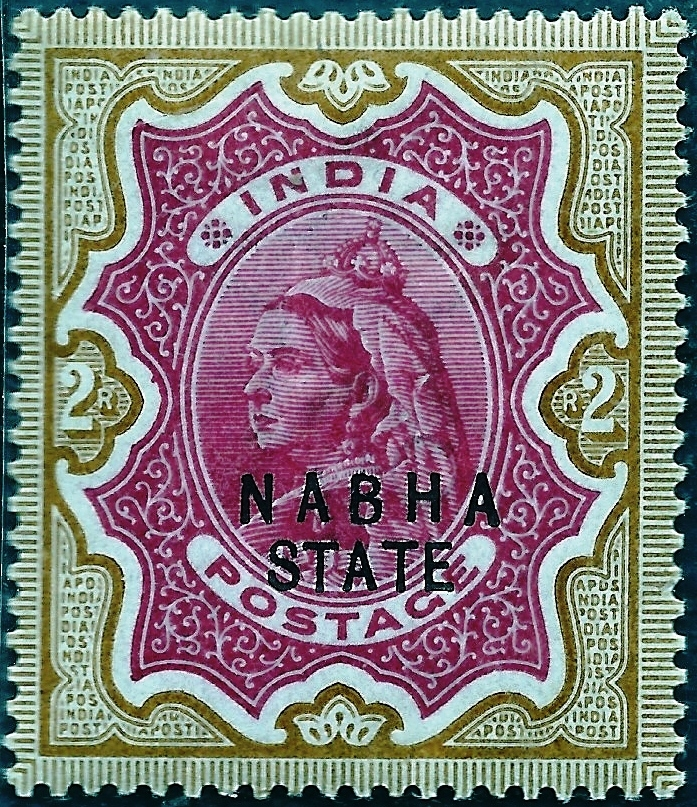
Nabha 2 Rupien (1897)
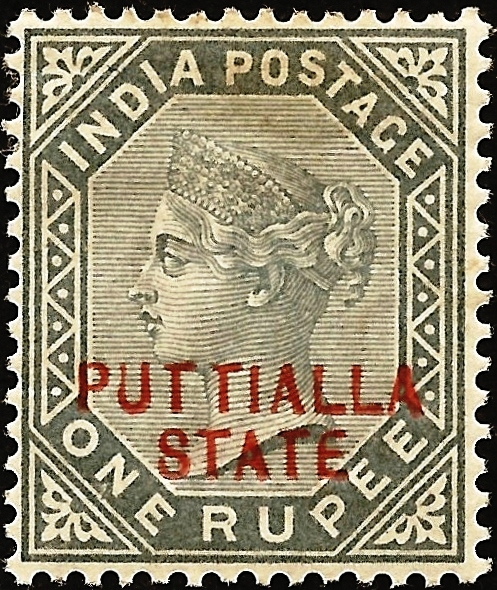
Patiala 1 Rupie (1885)

Alle Konventionsstaaten verwendeten die indische Rupie, die in 16 Anna unterteilt war. Eine Anna entsprach 4 Paisa oder 12 Pies. Nominale wurden jedoch nicht in Paisa angegeben, stattdessen lautete die Wertangabe ¼ oder ½ Anna.

## Fürstenstaaten

### Alwar

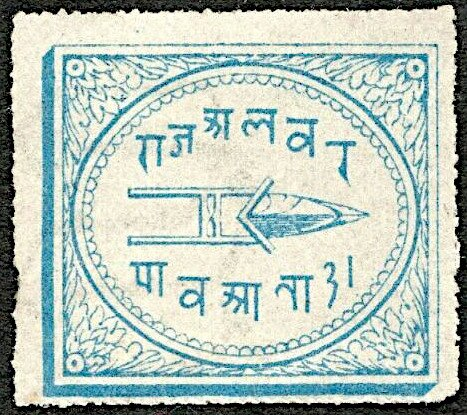
¼ Anna ultramarinblau von 1877

Die Staatspost von Alwar führte 1877 die ersten Briefmarken ein. Es handelte sich um einen Wert zu ¼ Anna für normale Briefe und 1 Anna für Einschreiben. Die Marken zeigen einen Katar (Dolch) mit der Spitze nach rechts in einem ovalen Rahmen. Innerhalb des Rahmens Wertangabe und Staatsname in Devnagari-Schrift. Die beiden Marken wurden im Steindruckverfahren hergestellt und waren über 20 Jahre in mehreren Auflagen in Gebrauch, wodurch sich Farb- und Papiervarianten von Spezialisten unterscheiden lassen. Zwischen 1899 und 1901 wurden von retuschierten Steinen drei neue Marken zu ¼ Anna hergestellt, die andere Farben und in zwei Fällen besonders breite Ränder aufweisen. Wegen der kurzen Verwendungszeit, ist eine smaragdgrüne Marke mit breitem Rand besonders selten und entsprechend teuer. Die Post Alwars wurde zum 1. Juli 1902 geschlossen.

### Bahawalpur

Bahawalpur, Höchstwert der Freimarkenserie von 1948 zu 10 Rupien

Die Marken des Fürstenstaats Bahawalpur sind im Michel-Katalog hinter Pakistan gelistet, weil dieser Staat 1947 Pakistan beigetreten ist. Die Postgeschichte Bahawalpurs beginnt jedoch schon 1933, als die Regierung des Rajas von Bahawalpur einen Postdienst gründen wollte, der von den Briten allerdings nicht genehmigt wurde. Bahawalpur hatte sogar schon vorsorglich eine erste Briefmarke anlässlich der 100-jährigen Beziehungen zum Vereinigten Königreich drucken lassen, die dann nicht zur Ausgabe kam und später als Fiskalmarke verwendet wurde. Erst 1945 genehmigten die Briten die Errichtung einer Dienstpost, für die zeitgenössische Stempelmarken Bahawalpurs mit dem Wort „Dienst“ (in Urdu) überdruckt wurden. Als im August 1947 Britisch-Indien in die Unabhängigkeit entlassen und in die Staaten Indien und Pakistan geteilt wurde, war Bahawalpur bis zum formellen Anschluss an Pakistan im Oktober 1947 einige Wochen ein unabhängiger Staat. Die Staatspost wurde für die Zivilbevölkerung geöffnet und die in den britisch-indischen Postämtern auf dem Staatsgebiet vorgefundenen Marken provisorisch überdruckt. Der regierende Monarch, selbst ein Philatelist, bestellte einige im Stichtiefdruck hergestellte Briefmarkenserien bei De La Rue in London, die allerdings weitestgehend direkt in den Briefmarkenhandel gingen. Das Postaufkommen in Bahawalpur war gering, erhaltene Bedarfsbriefe sind sehr selten. Erst 1953 wurde die Post Bahawalpurs geschlossen, damit war sie die letzte noch bestehende Fürstenpost auf dem indischen Subkontinent.

### Bamra

Bamra, Marke zu 4 Annas von 1890

Die ersten Marken von Bamra wurden 1888 ausgegeben. Sie zeigen den Schriftzug BAMRA/postage/[Bamra-Post] (letzteres in Oriya-Schrift) und eine Schriftrolle. Die Marken wurden lokal hergestellt und in schwarz auf bunten Papieren gedruckt. Es existieren sechs Wertstufen von ¼ Anna bis 8 Anna. 1890 wurden diese Marken durch eine ebenfalls im Buchdruck ausgeführte Serie abgelöst, die von Sammlern wegen der vielen Druckfehler spezialisiert gesammelt werden kann. Kopfstehende und vertauschte Buchstaben, so beispielsweise Eeudatory statt Feudatory oder Quater statt Quarter treten häufig auf.
Die Post Bamras wurde zum 1. Januar 1895 geschlossen.

### Barwani

Ursprünglich als erste Marke Barwanis katalogisierte ¼-Anna-Marke von 1921

Zur Postgeschichte Barwanis, besonders den frühen Jahren, ist wenig bekannt. Jahrzehntelang war eine Briefmarkenausgabe aus dem Jahr 1921 als frühester Hinweis auf postalische Aktivitäten katalogisiert, doch seit der 5. Auflage des Stanley Gibbons Katalogs India werden zwei Marken zu ¼ Anna und ½ Anna von Mai 1917 aufgeführt. Bis 1932 tragen alle Marken das Porträt des Rana Ranjit Singh (regierte 1894–1930), danach folgen Marken mit dem Bildnis von Rana Devi Singh. Bis 1928 wurden alle Briefmarken (mit Ausnahme einer einzigen blauen ¼-Anna-Marke von 1925) in Markenheftchen mit 8 Blättern zu je 4 Marken, also insgesamt 32 Exemplaren von der Barwani State Printing Press hergestellt. Die einzelnen Heftchenblätter waren aneinandergenäht und mit einfachen, unbedruckten Deckkartons versehen und da die Ränder der Blätter geschnitten waren, blieben die Marken sehr oft an zwei Seiten ungezähnt. Ab 1932 wurden die Briefmarken bei der Druckerei der Times of India hergestellt. Auch diese Briefmarken wurden nur als Markenheftchen ausgegeben, die Heftchenblätter waren allerdings mit dem Deckkarton geklammert.
Barwani schloss sich am 1. Juli 1948 Madhya Bharat an und stellte den eigenen Postdienst ein.

### Bhopal

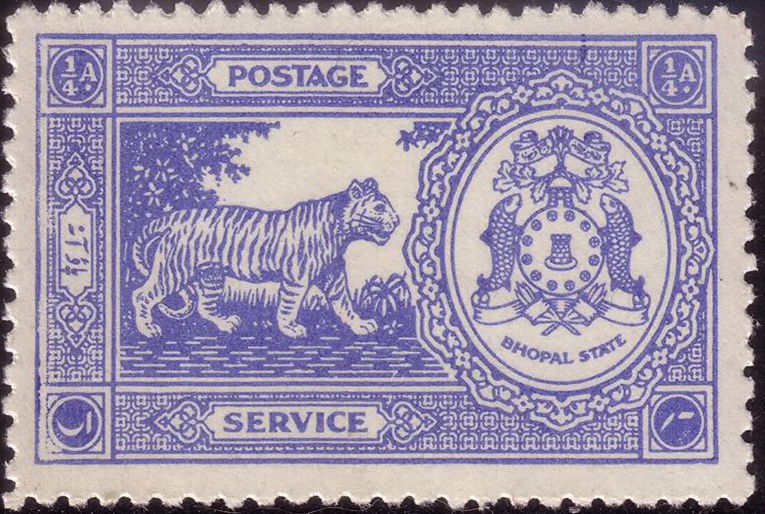
Bhopal, Dienstmarke von 1940

Die ersten Briefmarken des Staates Bhopal erschienen 1872. Alle Marken Bhopals tragen bis 1908 den Namen der jeweils regierenden Begum, Sultan Shah Jahan (reg. 1868–1901) und Sultan Kaikhusrau Jahan (reg. 1901–1926), wobei die englische Schreibweise oft Rechtschreibfehler enthält. Dies sind keine Fehldrucke im eigentlichen Sinne, bei der Zeichnung der Marken auf dem Druckstein unterliefen dem des Englischen kaum mächtigen Grafiker immer wieder Fehler, wie vertauschte Buchstaben oder fehlende Vokale. Alle Marken bis 1908 lassen sich in zwei Grundtypen unterteilen. Der erste Typ ist quadratisch und besteht aus einem farbigen Rahmen mit achteckigem Innenfeld, der zweite Typ ist ein farbiges Hochrechteck. Beim ersten Typ ist der Name der jeweiligen Begum in farblosem Prägedruck eingedruckt, beim zweiten Typ wurden Rahmen und ovales Innenfeld mit arabisch-persischer Schrift in einem Druckvorgang hergestellt. Marken beider Typen wechseln sich über die Jahre immer wieder ab, dabei wurden die alten Drucksteine abgeschliffen, so dass für jede neue Ausgabe wieder neue Druckplatten hergestellt werden mussten. Die Quadrate wurden meist in Bögen von 20 oder 24 Exemplaren, die Hochrechtecke meist in Bögen zu 32 Exemplaren hergestellt. Ab 1884 wurden erstmals zur Trennung der Marken die Bögen gezähnt, allerdings kamen immer wieder auch ungezähnte Ausgaben an die Postschalter. Bemerkenswert sind die außerordentlich groben Zähnungen, die bei einigen Marken vorzufindende Zähnung 4 (vier Löcher auf einen Zentimeter) ist wahrscheinlich die geringste Anzahl von Löchern, die je bei Briefmarken zur Trennung angebracht wurde. Da ein Zertrennen bei dieser Zähnung schwierig war, findet man oft Exemplare, die trotzdem mit Scherenschnitten abgetrennt wurden.
1908 wurde eine letzte Briefmarke für den allgemeinen Postverkehr herausgegeben, die das Wappen des Staates zeigt und im Stichtiefdruck bei Perkins Bacon & Co. in London hergestellt wurde.
Zum 1. Juli 1908 wurde die Post geschlossen und Bhopal wurde von der britisch-indischen Post bedient. Allerdings wurde eine Staatspost als reine Dienstpost für die Behörden des Fürstentums weitergeführt. Alle seit 1908 erschienen Marken wurden durch den Aufdruck SERVICE oder die Integration des Wortes ins Markenbild zu Dienstmarken. Die letzte Dienstmarke erschien im Juli 1949 und zum 1. April 1950 wurde die Staatspost aufgelöst.

### Bhor

Bhor, Marke zu 1 Anna (1879)

Bhor eröffnete 1879 eine Staatspost. Zur Ausgabe kamen zwei Briefmarken zu ½ Anna (normale Briefe) und 1 Anna (Einschreiben), die einzeln per Handstempel in roter Wasserfarbe auf einheimisches Pflanzenfaserpapier gedruckt wurden. Nachdem 1895 britisch-indische Postämter in Bhor eröffnet worden waren, schloss die Staatspost für das Publikum und wurde nur noch für den inneren Dienstverkehr zwischen Regierungsstellen verwendet. Für solche Sendungen war kein Porto zu entrichten. Trotzdem wurde 1901 eine Marke zu ½ Anna mit dem Bildnis des regierenden Fürsten ausgegeben. Diese Marke war zu verwenden, wenn Privatpersonen die Dienstpost, etwa zum Zweck von Bittschriften an staatliche Stellen, nutzen, außerdem findet sie sich als Portomarke auf Sendungen von Gerichten an Privatpersonen.

### Bijawar

Bijawar Nr. 1, 3 Pies von 1935

Die ersten Briefmarken Bijawars erschienen 1935. Es handelt sich um eine Serie von fünf Briefmarken mit Wertstufen von 3 Pies bis 2 Anna mit dem Porträt des Maharadscha Sarwant Singh, die bei Lakshimi Art Printing Works in Bombay im Buchdruck hergestellt wurden. Sie kommen sowohl gezähnt, wie auch geschnitten vor. Ab 1936 wurden die gleichen Marken in einer neuen Auflage, diesmal durchstochen, herausgegeben. Im Mai 1937 folgten fünf Ergänzungswerte von 4 Anna bis 1 Rupie mit einem leicht geänderten Porträt des Fürsten. 1941 wurden die Marken aus dem Verkauf zurückgezogen.
Briefe der Post Bijawars sind extrem selten, bei den wenigen erhaltenen Exemplaren handelt es sich um philatelistische Satzbriefe.

### Bundi

Bundi, Marken der Serie von 1941 auf Brief

Bundi gab die erste Briefmarke zu ½ Anna im Mai 1894 aus, die im Steindruckverfahren hergestellte Marke zeigt einen Katar mit der Spitze nach rechts. Im Dezember des gleichen Jahres erschien eine ½-Anna-Marke in leicht überarbeitetem Design. Bis 1914 wurden weiter Wertstufen mit dem Dolchmotiv ausgegeben, die alle im Steindruckverfahren hergestellt wurden und nicht gezähnt sind. Jede Marke eines Druckbogens wurde einzeln auf den Druckstein gezeichnet, so dass sich viele Abweichungen in der Zeichnung ergeben.
Ab 1914 wurde ein neues Design eingeführt, das einen Raja mit erhobenem Schwert vor heiligen Kühen zeigt. Das Motiv geht auf eine Geschichte eines Herrschers von Bundi zurück, der Heilige Kühe vor den Moslems des Mogulreichs beschützte. Das Design weist oben und unten jeweils in der Mitte eine Kartusche auf, die in Devanagari-Schrift oben die Worte RAJ BUNDI und unten die Wertangabe enthalten. Von dieser Serie gibt es neun Wertstufen von ¼ Anna bis 5 Rupien, allerdings werden neun Varianten der Schrift in der oberen Kartusche unterschieden, die zusammen mit den verschiedenen Farb- und Papiervarianten diese Ausgabe zu einem schwierigen Sammelgebiet machen.
Die Sacred Cows wurden 1941 von einer Serie mit fünf Werten von 3 Pies bis 1 Rupie abgelöst, die das Wappen von Bundi zeigen. 1947 erschien die letzte Serie mit dem Porträt des Raja Bahadur Singh in westlicher Militäruniform oder traditioneller Bekleidung sowie einer Stadtansicht von Bundi. Am 15. April 1948 wurde Bundi Teil der United States of Rajasthan.

### Bussahir

Bussahir, ½ Anna von 1900

Bussahir (auch Bashar) gehört zu den indischen Fürstenstaaten, die unter Philatelisten einen schlechten Ruf genießen, weil die meisten im Handel vorkommenden Stücke falsch sind. Es gab drei Postämter, in der Hauptstadt Rampur, in Chini und Rorhu.
Die Marken Bussahirs wurden im Steindruckverfahren in Rampur durch die Bussahir Press in Bögen zu 24 Stück hergestellt. Die erste Ausgabe erfolgte 1895, die acht Werte von ¼ Anna bis 1 Rupie sowohl geschnitten als auch mit einer Nähmaschine gezähnt umfasst. Diese Marken tragen zu Kontrollzwecken den Aufdruck eines Monogramms mit den verschlungenen Buchstaben RS für Ragunath Singh, den Sohn des regierenden Raja und Direktor des staatlichen Postdienstes. Weitere Ausgaben, die allesamt einen Tiger in unterschiedlichen Rahmenzeichnungen zeigen, entstanden bis 1901. Am 1. April 1901 wurde die Post Bussahirs geschlossen.
Restbestände wurden massenhaft mit dem Stempel RAMPUR – 19 MA 1900 – entwertet und in den Handel gebracht. Nachdem die Restbestände verkauft waren, wurden von Originalplatten Neudrucke angefertigt, die mit den Monogrammen PS (Padam Singh, dem Nachfolger von Ragunath Singh als Postdirektor) und RNS vorkommen. Der Briefmarkenverkauf trug noch in den 1940er Jahren zum Staatshaushalt bei.

### Charkhari

Charkhari, 1 Anna von 1897

Charkhari war ein Staat der Central India Agency in Bundelkhand. Die ersten Briefmarken von 1894 bis 1902 waren in einem einfachen Schriftdesign ausgeführt und wurden einzeln mit Stempeln gedruckt. Die Inschrift lautet CHARKHARI STATE P.O./B.C. INDIA/POSTAGE STAMP, wobei B.C. India für Bundelkhand Central India steht. In den Ecken sind die Buchstaben P. O. für Post Office wiederholt und zentral findet sich die Wertangabe, darunter stark stilisiert ein Schwert. Die Marken haben Wertstufen von ¼ bis 4 Anna. Wegen der schlichten Ausführung wurden diese Marken sehr oft gefälscht.
1909 wurden Steindruckmarken mit dem zentralen Motiv gekreuzter Schwerter bei einer Druckerei in Kalkutta im Steindruckverfahren hergestellt, die acht Wertstufen reichen von 1 Pice bis 1 Rupie. Nach einigen Behelfsausgaben, wurde eine im Vergleich zu 1909 leicht veränderte Serie 1930 bei der State Printing Press in Charkhari gedruckt. Der Unterschied ist an der Position der Schwerter zu erkennen, 1909 lag das vom Betrachter rechte Schwert über dem linken, 1930 sind die Schwerter umgekehrt angeordnet. 1931 wurde bei Batliboi Printing in Bombay eine neue Motive umfassende Serie mit Gebäuden und Landschaftsdarstellungen in Auftrag gegeben. Die Serie wurde unter Nennwert ins Ausland verkauft, zum Teil mit Fehldrucken und Makulatur. 1939/40 wurden zwei Werte dieser Serie mit neuen Werten zu einer 1/2 Anna und 1 Anna überdruckt.
Am 1. Mai 1948 schloss sich Charkhari Vindhya Pradesh an und stellte die fürstliche Post kurz darauf ein.

### Cochin

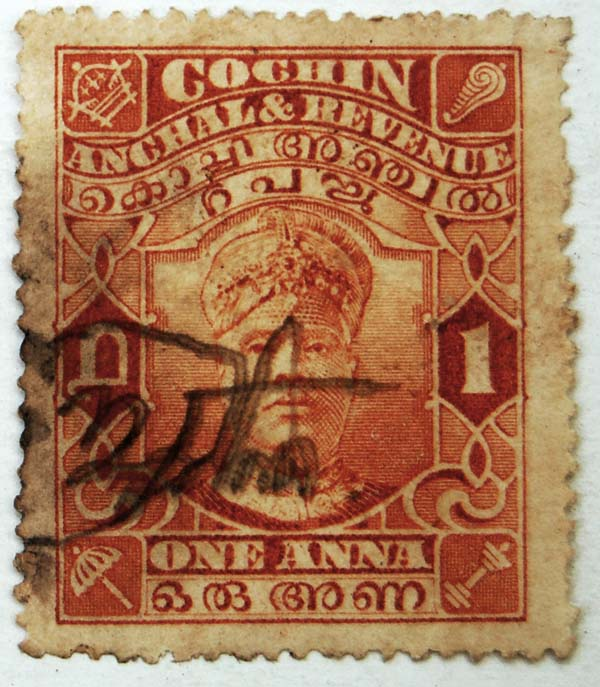
Cochin, 1 Anna von 1916

Die Postgeschichte von Cochin weist einige Besonderheiten im Vergleich zu anderen Fürstenstaaten auf. Die an der Malabarküste gelegenen benachbarten Staaten Cochin und Travancore schlossen ein Postabkommen, das die Frankierung und Weiterleitung von Briefen von einem in den anderen Staat erlaubte. Hiervon wurde rege Gebrauch gemacht, wie erhaltene Briefe belegen. Cochin verwendete die indische Rupie, hatte aber eine eigene Untereinheit Puttan, wobei 6 Puttan 5 Anna entsprechen. Alle Briefmarken tragen Inschriften in Englisch und Malayalam, wobei der in den englischen Inschriften vorkommende Begriff Anchal Post bedeutet.
Die erste Ausgabe von Briefmarken erfolgte am 13. April 1892; die von der Cochin Gov. Press in Ernakulam gefertigten Marken zu ½, 1 und 2 Puttan zeigen stilisierte Herrschaftssymbole des Königreichs. 1894 wurde diese Serie auf Papier mit einem kleinen Schirm als Wasserzeichen neu aufgelegt. Ende 1896 erschien eine Markenserie, deren zentrales Motiv die Wertziffer war. Von 1911 bis 1949 war das Motiv aller Briefmarken der jeweilige Raja: Rama Varma I. (1911), Rama Varma II. (1916), Rama Varma III. (1933), Kerala Varma II. (1943), Ravi Varma (1944) und Kerala Varma III. (1948). Die Ausgaben von 1911, 1916 und 1933 wurden bei Perkins Bacon & Co. in London hergestellt, 1938 gelangten die Druckplatten der dritten Ausgabe mit den Bildnis des Maharadscha nach Madras und neue Auflagen wurden dort von The Associate Printers besorgt. Diese Firma druckte auch alle weiteren Briefmarkenausgaben des Staates. Die letzte Ausgabe erschien 1949 und zeigt Landschaftsdarstellungen mit einem Fischerboot an der Küste sowie dem Dutch Palace. Die genannten Marken wurden bei Bedarf durch Aufdrucke häufig in andere Wertstufen und Dienstmarken umgewandelt.
Am 1. Juli 1949 entstand aus den Staaten Cochin und Travancore die Föderation Travancore-Cochin, die weiterhin einen Postdienst unterhielt und einige alte Marken Cochins überdruckte.

### Dhar

Dhar, ¼ Anna von 1897. Der schwarze Stempel ist keine Entwertung, sondern ein Kontrollstempel, der von der Post angebracht wurde.

Dhar besaß einen relativ kurzlebigen Postdienst von 1897 bis 31. März 1901. Während dieser Zeit wurden zwei Briefmarkenserien ausgegeben. Die erste Serie bestand aus schwarzem Typendruck in Devnagari-Schrift auf verschiedenen farbigen Papieren. Die sechs Wertstufen reichen von einer ½ Pice bis 2 Anna und wurden in Kleinbögen zu 10 Stück gedruckt. Im Postamt wurde noch ein ovaler schwarzer Monogramm-Stempel aufgebracht, um die Echtheit der Briefmarken zu bestätigen. 1898 erschien eine Serie von vier Briefmarken, die im Buchdruckverfahren bei einer unbekannten Firma in Bombay gedruckt worden waren. Die Marken zeigen den Wappenschild Dhars, flankiert von zwei Elefanten als Schildhaltern.

### Dungarpur

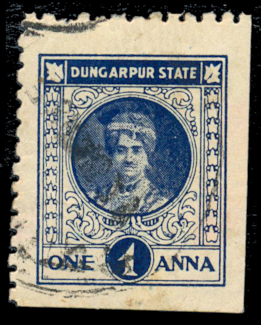
Dungarpur, 1 Anna mit dem Porträt von Maharawal Lakshman Singh, 1940

Dungarpurs Postwesen war lange in Vergessenheit geraten, bis in den 1970er und 80er Jahren einige Artikel erschienen, wodurch Philatelisten wieder auf diesen Staat aufmerksam wurden. Seit der 3. Auflage des Stanley Gibbons Katalogs India werden die Marken Dungarpurs gelistet, zur allgemeinen Postgeschichte ist allerdings immer noch wenig bekannt.
Die ersten bekannten Briefmarken erschienen 1933 und zeigen das Wappen Dungarpurs. Die acht Werte von ¼ Anna bis 4 Anna sind bei Sri Lakshman Bija Printing Press in Dungarpur gedruckt worden. Von 1939 bis 1946 wurde die erste Serie schrittweise durch Briefmarken ersetzt, die bei L.V. Indap & Co. in Bombay im Buchdruck hergestellt wurden und das Porträt des Herrschers Lakshman Singh zeigen. Die meisten Marken sind nur gebraucht bekannt, da Dungarpur während der Dauer seines Postdienstes bei Philatelisten praktisch unbekannt war und Briefe oder gebrauchte Briefmarken erst lange nach Einstellung des Postdienstes 1948, oft über Altpapierhändler, an einige Sammler gelangten.

### Duttia/Datia

Duttia, ¼ Anna mit Durchstich in Karmin von 1899

Datia, oder nach alter Schreibweise Duttia, führte irgendwann Mitte der 1890er Jahre einen staatlichen Postdienst ein, das genaue Datum ist nicht mehr bekannt. Um 1895 wurden hierzu auch Briefmarken ausgegeben. Alle Briefmarken Datias zeigen den Gott Ganesha und tragen einen blauen oder violettblauen Kontrollstempel, der keine Entwertung darstellt. Die Marken wurden bis 1897 einzeln auf weißes oder farbiges Papier gedruckt und weisen keine Zähnung auf. 1899 wurden erstmals Briefmarken mit Durchstich getrennt, ab 1911 gibt es auch gezähnte Werte. Insgesamt wurden bis zur Schließung der Fürstenpost zum 1. April 1921 40 verschiedene Marken mit der Abbildung Ganeshas produziert. Etwa gegen Ende des Ersten Weltkriegs wurde als Behelfsmassnahme eine blaue 1-Anna-Stempelmarke zur Frankatur zugelassen, die in Wasserfarbe gedruckt war und nur Schriftzeichen zeigt.

### Faridkot

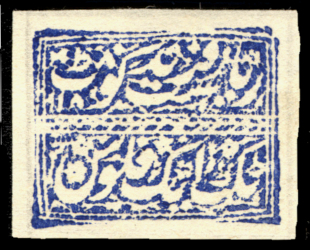
Faridkot, 1 Fulus 1879

Faridkot unterhielt von 1879 bis 1886 eine Staatspost in eigener Regie, am 1. Januar 1887 trat ein Postabkommen mit Britisch-Indien in Kraft, wodurch Faridkot zu einem der sogenannten Konventionsstaaten wurde. In den sieben Jahren der Briefmarkenherstellung unter Eigenregie entstanden zwei blaue Marken, beide für einfache Briefe, davon eine mit der Wertangabe in der lokalen Kleinmünze 1 Fulus. Ein Fulus entspricht ¼ Anna oder 1 Paisa; die zweite Briefmarke mit größerem Format und anderer Zeichnung trägt die Wertangabe 1 Paisa. Die Marken wurden einzeln von Hand auf Papierbogen gestempelt und mit der Schere ausgetrennt.
Nachdem der Postvertrag mit Britisch-Indien in Kraft getreten war, wurden die alten Restbestände der beiden ersten Briefmarken weiter verkauft, wobei auch Neudrucke in anderen Farben zum Verkauf kamen. Ebenso wurde eine bereits 1877 gedruckte, aber nie zur postalischen Verwendung gekommene quadratischen Marke zu ½ Anna durch die Post verkauft. Der Handel mit diesen philatelistischen Produkten bildete einige Jahre eine wichtige staatliche Einkommensquelle.

### Hyderabad

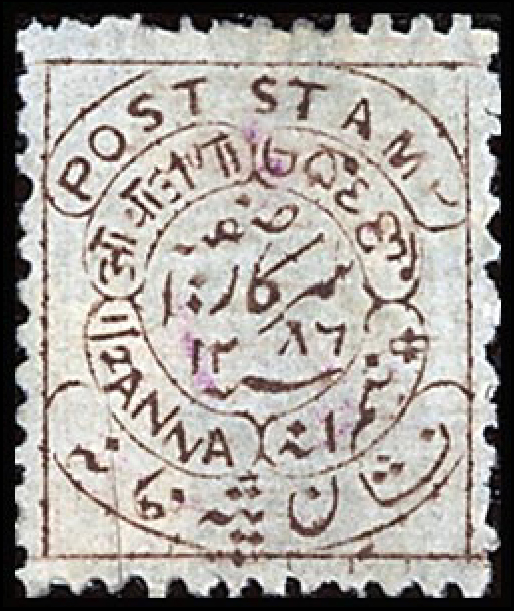
Hyderabad, ½ Anna 1870

Hyderabad in Zentralindien war mit einer Fläche von 214.187 km² etwas größer als Belarus, verfügte 1941 über 16,6 Millionen Einwohner und war der größte Fürstenstaat mit einem Postdienst. Das Land verfügte auch über eine Münzhoheit und verwendete die Hyderabad-Rupie. Die Marken tragen als Landesangabe in Urdu den Namen Staat des Nachfolgers von Asaf, in Englisch hingegen The Dominions of the Nizam bzw. H. E. H. The Nizam's Govt. Postage. Der Landesname Hyderabad erscheint nur auf einer einzigen Sondermarke zum Siegestag am Ende des Zweiten Weltkriegs 1945. Die Post Hyderabads beförderte in ihrem Gebiet Briefe aus Britisch-Indien ohne zusätzliche Frankierung weiter. Im Gegenzug gestattete die britisch-indische Post den Versand von Briefen, die mit Dienstmarken freigemacht waren, in ganz Indien.
Die erste Marke erschien am 8. September 1869 und war eine querformatige 1-Anna-Marke in olivgrün mit arabisch-persischer Kalligraphie, die im Stichtiefdruck bei Parker & Nissen in London gedruckt wurde. Neudrucke dieser Marke wurden bereits kurz nach der Verwendungszeit in anderen Farben hergestellt, die jedoch nicht postalisch gebraucht vorkommen.
Ab 1870 wurde ein lokal entworfenes Design mit zwei Wertstufen zu ½ Anna (Briefporto) und 2 Anna (Einschreiben) in Bögen zu 240 Stück ausgegeben, von denen jedes Exemplar minimale Unterschiede aufweist. Mit einem ähnlichen Design ließ die Post 1871 bei Bradbury Wilkinson & Co in London Platten gravieren und die Briefmarken in Hyderabad by Recess Mint drucken. Diese Marken mit Wertstufen zwischen ¼ Anna und 12 Anna blieben in mehreren Auflagen rund 40 Jahre in Gebrauch. Erst nach dem Antritt des neuen Nawab Mir Osman Ali Khan VII. im Jahre 1912 wurden von neuen Platten eine leicht veränderte Serie gedruckt und 1927 um eine querformatige Marke zu 1 Rupie in gelb ergänzt.
1931 kam eine neue Freimarkenserie an die Postschalter, die acht Werte von 4 Pies bis 1 Rupie umfasste. Die sechs höheren Werte zeigen bedeutende architektonische Werke des Landes. 1937 wurde das silberne Regierungsjubiläum des Nawab mit vier Sondermarken gewürdigt. Nach einer Portoanhebung 1947 erschienen noch drei Werte mit architektonischen Werken.
Dienstmarken entstanden ab 1873 durch Aufdruck auf den jeweils in Gebrauch befindlichen Briefmarkenserien. Bis 1909 wurden hierfür mindestens 10 verschiedene Handstempel verwendet, erst danach kamen Maschinenstempel zum Einsatz.
Der Nizam von Hyderabad versuchte nach der Unabhängigkeit Indiens 1947 ein weitgehendes Maß an staatlicher Autonomie zu bewahren. Indien besetzte im September 1948 in einer Polizeiaktion den Fürstenstaat. Die Post Hyderabads wurde bis 1950 unter indischer Leitung weiter betrieben, in dieser Zeit konnten die Marken und Ganzsachenumschläge Hyderabads für Postsendungen innerhalb ganz Indiens gebraucht werden.

### Idar

Idar, 1 Anna von 1944

Die erste Briefmarke von Idar kam 1932 an die Postschalter und weist das Bildnis des regierenden Maharadscha Himmat Singh (reg. 1931–1948) auf. Die Marke zu einer ½ Anna, dem einfachen Briefporto, wurden im Buchdruckverfahren bei M. N. Kothari & Sons in Bombay gedruckt und erlebte mehrere Auflagen und kleine Änderungen im Design. Sie blieb bis 1944 in Gebrauch. Am 21. Oktober 1944 kam eine neue Serie mit dem geänderten Porträt des Maharadscha in Gebrauch, die bei P. G. Mehta & Co. in Hitmatnagar gedruckt wurde. Die Serie umfasst vier Werte zu ½, 1, 2 und 4 Anna, letztere diente dem Porto für Einschreibebriefe. Wegen der kurzen Verwendungszeit sind gebrauchte Stücke dieser Serie selten. Neben Briefmarken waren auch insgesamt fünf Stempelmarken ab 1936 zur Frankatur zugelassen.
Idar wurde am 10. Juni 1948 in die Provinz Bombay integriert und verwendet seither indische Briefmarken.

### Indore (Holkar)

Ganzsachenpostkarte mit Wertstempel von 1904 und Zusatzfrankatur der Ausgabe 1927, verwendet 1938

Indore war ein stark zersplitterter Staat in Zentralindien. Seine Briefmarken tragen entweder den Namen Holkar State oder Indore State. Der Staat wurde von der Holkar-Dynastie regiert, die Briten bezeichneten die Fürstenstaaten in der Regel nach ihrer jeweiligen Hauptstadt, in diesem Fall Indore.
Der Postdienst wurde 1886 eröffnet, das Briefporto betrug eine ½ Anna und eine blassviolette Marke mit entsprechendem Wert und dem Bildnis des Maharadscha Tukoji Rao Holkar II. wurde am 6. Januar ausgegeben. 1889 wurden zwei Aushilfsausgaben notwendig, die mit einem runden Siegelstempel in schwarzer Farbe einzeln auf pinkfarbenes Papier gestempelt wurden. Kurze Zeit darauf kam eine im Stichtiefdruckverfahren hergestellte Serie mit dem Porträt des neuen Maharadscha Shivaji Rao Holkar an die Postschalter, die vier Werte von ¼ Anna bis 2 Anna umfasste. Nachdem Tukoji Rao Holkar III. 1903 Maharadscha geworden war, wurde eine neue Serie mit dem Porträt des Herrschers bei Perkins Bacon & Co in London in Auftrag gegeben, die um Werte zu 3 und 4 Anna erweitert wurde. Diese 1904 verausgabte Serie existiert auch mit dem Aufdruck SERVICE als Dienstmarken. Seit 1927 regierte Yeshwant Rao Holkar II. und Perkins Bacon & Co lieferte im Folgejahr eine neue, 17 Werte umfassende Serie, mit dem Bildnis des Fürsten. Als 1940 eine neue Auflage notwendig wurde, stellte man bei der Times of India Press neue Platten für das Buchdruckverfahren her, da wegen des Ausbruchs des Zweiten Weltkrieges eine Beschaffung aus London nicht rechtzeitig möglich war.
Indore wurde am 1. Juli 1948 Teil von Madhya Bharat und wurde seither von der indischen Post versorgt.

### Jaipur

Postkarte mit eingedrucktem Porträt des Maharadscha von Jaipur als Wertstempel

Jaipur eröffnete seinen Postdienst im Juli 1904 und gab dazu drei im Steindruckverfahren hergestellte Briefmarken mit dem Motiv des Sonnengottes Surya im Himmelswagen heraus. Die Marken wurden im Lande bei Durbar Press in Jaipur gedruckt. Die Post gab das gleiche Motiv, allerdings im Stichtiefdruck, bei Perkins Bacon & Co. in Auftrag, wo 1904 noch die Werte zu ¼ Anna und 2 Anna fertiggestellt wurden. 1905/06 folgte eine Serie von sieben Marken mit den Wertstufen ¼ Anna bis 1 Rupie. Nachdem diese Auflage aufgebraucht war, wurde von der Jaipur State Press, die im Gefängnis von Jaipur betrieben wurde, eine neue Serie im Buchdruckverfahren aufgelegt. 1911 wurden fünf Werte auf dünnem Papier gedruckt, weitere Auflagen auf anderen Papieren erfolgten 1912, 1918, 1922, 1926 und 1928, wobei nur die Werte nachgedruckt wurden, die jeweils benötigt wurden. 1931 erschien eine sorgfältig im Stichtiefdruck hergestellte Serie mit dem Bild des neuen Maharadschas Sawai Man Singh II und architektonischen Darstellungen anlässlich der Amtseinführung des Fürsten. Der Höchstwert betrug 5 Rupien, eine postalisch kaum verwendbare Wertstufe, die dem 80-fachen des einfachen Briefportos zu dieser Zeit entsprach. Das Porträt des Fürsten war auch das Motiv der von 1932 bis 1946 verwendeten Freimarkenserie. Von dieser Serie tragen fünf Werte die Inschrift Postage & Revenue, d. h. sie wurden auch fiskalisch verwendet, und sechs Marken tragen die Inschrift Postage und dienten alleine der Freimachung von Postsendungen. Die letzte Serie Jaipurs mit neun Marken erschien im Laufe des Jahres 1948 zum 25. Thronjubiläum und zeigt ein Medaillon des Maharadschas und verschiedene Paläste und landestypische Darstellungen.
Von 1928 bis 1948 sind insgesamt 34 Dienstmarken durch Aufdrucke aus normalen Freimarken hergestellt worden.
Jaipur wurde am 7. April 1949 Teil von Rajasthan und führte seinen Postdienst auf seinem Territorium weiter fort.

### Jammu und Kaschmir

Kaschmir, ½ Anna eine Missing Die Fälschung einer Circular

Trotz seines Namens ist Jammu und Kaschmir ein einziges, noch dazu territorial zusammenhängendes Fürstentum gewesen. Die Hof residierte im Winter in Jammu und zog im Sommer ins höhergelegene, kühle Srinagar im Hochland von Kaschmir. Dennoch gab es aus nicht mehr ganz nachvollziehbaren Gründen zeitweilig separate Ausgaben für beide Landesteile. Die Postgebühren betrugen eine ½ Anna für Briefe bis ¼ Tola, 1 Anna für Briefe bis 1 Tola und für jede weitere Tola 1 Anna.
Die ersten Briefmarken von 1866 hatten ein rundes Design und werden daher im Englischen als Circulars bezeichnet. Die Wertangabe steht in der Mitte, umgeben von einem Strahlenkranz und Schriftzeichen (Jahreszahl 1923=1866, dem Jahr der Eröffnung der Post, und Post Jammu, in Devanagari und Nastaʿlīq). Die Wertangaben sind allerdings in einer Notation, die von Punjabi-Händlern verwendet wurden und waren der ansässigen Bevölkerung kaum bekannt. Die Circulars wurden mit Handstempeln einzeln auf Papierbögen gestempelt. Hierbei kamen sowohl Wasser- als auch Ölfarben zum Einsatz. Als Pigmente wurde ausschließlich Naturfarbstoffe verwendet, darunter roter Hämatit aus einer lokalen Eisenerzgrube, Lapislazuli aus Afghanistan oder giftiges Auripigment für einige Grün- und Gelbtöne. Es gibt bei den Circulars nur Wertstufen zu ½, 1 und 4 Anna, aber in einer Fülle von Farb- und Papierarten, die im Katalog 49 Hauptnummern ergeben. Nachdem die Circulars im Mai 1878 durch neue Marken ersetzt worden waren, beschloss die Postverwaltung die Restbestände an Sammler und Händler zu verkaufen. Einigen Philatelisten fiel auf, dass unter den abverkauften Marken Exemplare waren, die Abweichungen im Design zeigten. Die Postverwaltung konnte die zugehörigen Klischees nicht finden, wodurch diese Exemplare den Namen Missing Dies erhielten. Erst durch Nachforschungen in den 1880er Jahren, stellte sich heraus, dass die sogenannten Missing Dies lokale Fälschungen waren, die von Postbediensteten unter die Restbestände gemischt und verkauft worden waren.
Ab 1867 wurden für Kaschmir und Jammu separate Briefmarken-Ausgaben in rechteckigem Format hergestellt, die für Jammu in Viererblockanordnung und für Kaschmir in Bögen mit 25 Exemplaren gedruckt wurden. Bis 1878 wurden Marken für Jammu grundsätzlich in roter Farbe gedruckt, während die Marken Kaschmirs verschiedene Farben außer Rot aufweisen. Bis 1868 benutzte die Post zur Entwertung magentafarbene Kleckse, danach schwarze Kleckse.
1878 wurde ein neues, rechteckiges Design verwendet, das für Jammu und Kaschmir gemeinsam war. Die Wertstufen von ¼ Anna bis 2 Anna wurden allerdings wieder in verschiedenen Farben gedruckt, die roten Marken gingen an Postämter in Jammu, Marken in Blau und Violett nach Kaschmir. Diese Serie blieb in mehreren Auflagen auf verschiedenen Papieren bis 1893 in Gebrauch. 1893/94 kam eine neue Serie an die Postschalter, die um Wertstufen zu 1/8 Anna und 8 Anna erweitert wurde. Das 1/8-Anna-Porto war eine ermäßigte Gebühr für Postkarten, die für europäische Touristen in Kaschmir vorgesehen war. Die Farbpigment der Marke war Kurkuma, welches allerdings beim Druck in die Papierfasern zog, wodurch das Druckbild völlig unleserlich wurde.
Ab 1878 druckte die Post für amtliche Sendungen Dienstmarken. Hierzu wurden die Druckplatten der normalen Freimarken verwendet und Marken in schwarzer Farbe gedruckt.
Zum 1. November 1894 wurde die Post des Fürstentums geschlossen.

### Jasdan

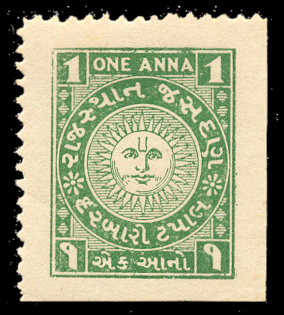
Jasdan, 1 Anna von 1942

Jasdan war der letzte indische Fürstenstaat, der im Jahr 1942 einen eigenen Postdienst eröffnete. Hierzu wurden am 15. März 1942 Markenheftchen ausgegeben, die Blätter mit vier grünen 1-Anna-Marken enthielten und im Buchdruckverfahren hergestellt wurden. Das zentrale Motiv ist eine Sonne mit Gesichtszügen, diese wird umgeben von Gujarati-Schrift. Hersteller war die Druckerei L. V. Indap in Bombay. Bis 1947 entstanden mindestens fünf weitere Auflagen, die sich anhand verschiedener grüner Farbtöne und unterschiedlicher Zähnungsabstände unterscheiden lassen.
Am 15. August 1947 wurde es Mitglied des Staatenbundes Saurashtra und in dessen Postdienst integriert.

### Jhalawar

Jhalawar, ¼ Anna von 1890

Jhalawar besaß einen Postdienst zwischen 1886 und 1896. In diesem Zeitraum wurden nur zwei Briefmarken, 1886 eine gelbgrüne 1 Paisa und 1890 eine grüne ¼ Anna mit einer kruden Abbildung einer tanzenden Nymphe (Apsara) ausgegeben. Beide Marken haben den gleichen Wert (4 Paisa = 1 Anna), der dem Porto für einen einfachen Brief entsprach.
Als Maharadscha Rana Zalim Singh Bahadur 1896 ohne Erben starb, lösten die Briten den Fürstenstaat auf. Der Staat wurde zwar (stark verkleinert) 1899 neu geschaffen und betrieb danach noch seinen Postdienst, bis er am 1. November 1900 geschlossen wurde.

### Jind

Jind, ½ Anna 1876

Jind besaß seit 1874 einen Postdienst. Alle Briefmarken wurden im Steindruck bei der Jhind State Rajah's Press in Sungroor gedruckt.
Die ersten Briefmarken erschienen auf dünnen gelblichen Papier und zeigen ein großes R in Ornamentrahmen, das für Raja Raghubir Singh steht. 1876 wurde die Serie, die von einer ½ Anna bis 8 Anna reicht und aus fünf verschiedenen Werten besteht, auf einem bläulichen gestreiften Papier gedruckt, welches ein besseres Druckbild ergab. 1882 wurde eine neue Serie entworfen, die bei jeder Wertstufe unterschiedliche Rahmen aufweist, als zentrales Motiv den Buchstaben R aber beibehält. Diese Marken von ¼ Anna bis 8 Anna wurden ab 1885 auch gezähnt ausgegeben. Ab 1. Juli 1885 trat ein Postvertrag mit Britisch-Indien in Kraft, wodurch Jind ein sogenannter Konventionsstaat wurde und seine Briefmarken von der britisch-indischen Post bezog. Die gezähnten Marken von 1885 blieben allerdings als Stempelmarken bis in die Mitte der 1920er Jahre in Gebrauch.

### Kotah

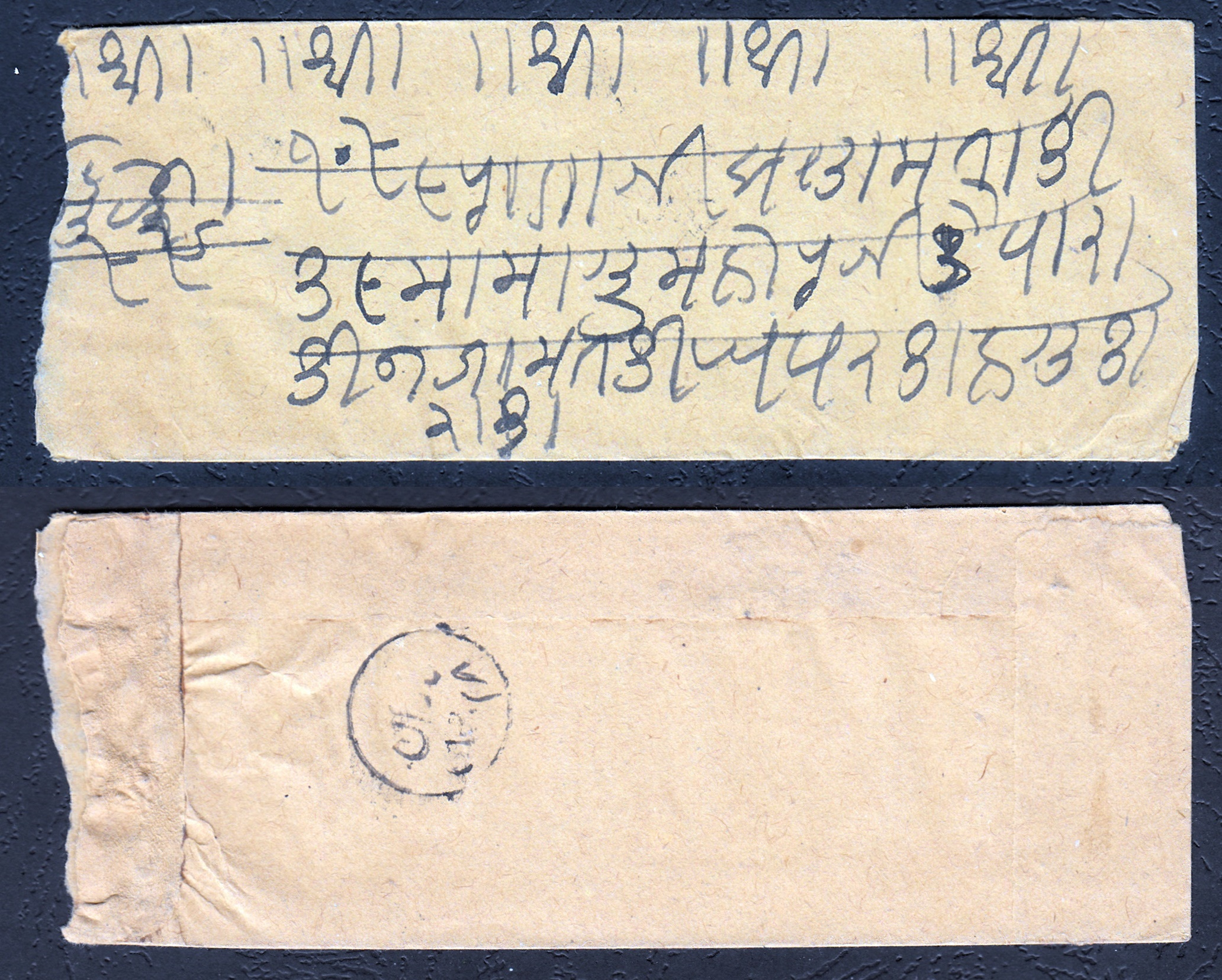
Dienstbrief der Post von Kotah, Rückseitig der Stempel von Baran (Rajasthan) mit dem Datum 22. Juli (wahrscheinlich 1885)

Der Staat Kotah besaß nur in der Hauptstadt Kotah ein britisch-indisches Postamt. Um auch abgelegenere Orte an das Postnetz anzuschließen, wurde 1874 eine Staatspost eingerichtet. In den ersten Jahren wurden Postsendungen bar bezahlt. Die mit der Staatspost beförderten Sendungen sind am Abschlag eines Rundstempels von 24 mm Durchmesser mit dem Schriftzug Staat Kotah (in Urdu) sowie Tag und Monat versehen. In den Jahren 1882/83 experimentierte die Post mit aufklebbaren Zetteln, um die Vorausbezahlung des Portos darzustellen. Es handelt sich um kleine graue Papierquadrate ohne Inschrift und um grüne Papierrechtecke mit handschriftlicher Wertangabe „2 Paisa“, dem Porto eines Briefes der ersten Gewichtsstufe. Zwischen 1883 und 1886 wurden Briefmarken herausgegeben, die aus einem grünen Stempelabschlag „Staat Kotah“ auf gelbem Papier bestand, Tages- und Monatsangabe waren entfernt worden, stattdessen wurde der Wert zu 2 Paisa und eine Seriennummer handschriftlich eingetragen. In gleicher Form wurde eine Marke zu 1 Paisa in grün auf gelbem Papier hergestellt. Daneben existiert auch noch eine Marke zu 2 Paisa mit schwarzem Stempelabdruck auf gelbem Papier. Insgesamt sind nur 13 Umschläge mit der grünen 2-Paisa-Marke, 4 mit der schwarzen 2-Paisa-Marke und einer mit einer 1-Paisa-Marke bekannt. Portofreie Dienstbriefe tragen den handschriftlichen Vermerk Kar Sarkar (dienstlich) und sind nur an den Poststempeln als Briefe der Kotah-Post zu erkennen. Postämter mit eigenen Poststempeln bestanden außer in der Hauptstadt noch in Anta, Baran, Ghatoli, Kishangang, Mangrol und Shergarh.
Zwischen 1886 und 1899 kehrte die Staatspost wieder zu handschriftlichen Vermerken zurück. Die Briefe aus dieser Zeit tragen den verschnörkelten Vermerk „2 Paisa“. Vermerke in schwarzer Schrift geben den vom Empfänger gezahlten oder zu zahlenden Betrag an, in roter Schrift wurde die Vorauszahlung des Portos angezeigt. In den beiden letzten Jahren bis zur Schließung der Staatspost am 28. Februar 1901 kam ein Rundstempel mit der Inschrift „Sadar Dak Kotah“ (Postamt Kotah) in Nagari-Schrift zum Einsatz.

### Kishangarh

Maharadscha Sardul Singh von Kishangarh auf einer 2-Anna-Marke von 1899

Kishangarh betrieb ab dem Ende des 19. Jahrhunderts eine Staatspost, für die 1899 die erste Briefmarke erschien, eine grüne Marke zu 1 Anna, dem damaligen Briefporto. Die Marke sowohl geschnitten als auch mit einer Nähmaschinenzähnung ausgegeben. Im darauffolgenden Jahr wurde die gleiche Marke in blauer Farbe verausgabt. Die ersten Marken weisen oft stark verlaufene Farben auf, das Motiv des Staatswappens nicht deutlich erkennbar. Ab September 1899 wurde sukzessive eine Serie verausgabt, die Werte von ¼ Anna bis 5 Rupien umfasst und als Motiv das Staatswappen flankiert von zwei Pferden als Wappenhalter und darüber den Heiligen Falken zeigt. Nur der Wert zu 2 Anna zeigt das Porträt des Maharadscha Sardul Singh, allerdings gehört diese Marke wegen des völlig misslungenen Designs zu den typischen Uglies der indischen Feudalstaaten. Die Inschriften sind in Englisch und Nagari-Schrift gehalten und weisen die Marken als Post- und Stempelmarken aus (Postage & Revenue). Bis 1904 erschienen leicht veränderte Marken mit dem Wappenmotiv, sowie eine neue 2-Anna-Marke mit einem verbesserten Porträt des Maharadscha.
Der neue Maharadscha Madan Singh veranlasste 1904 den Druck einer Markenserie mit seinem Porträt im Stichtiefdruck bei Perkins Bacon & Co., die neun Wertstufen von ¼ Anna bis 5 Rupien umfasst und in der Folgezeit mit verschiedenen Zähnungen in Umlauf kam. 1913 entschied sich die Post, Marken in gleichem Motiv im Lande herstellen zu lassen. Beauftragt wurden die Diamond Soap Works in Kishangarh, wahrscheinlich die einzige Seifenfabrik, die jemals mit der Herstellung amtlicher Briefmarken beauftragt wurden. Die Marken wurden nach einem grob gerasterten Foto des Maharadscha gestaltet und ein dickes, glänzendes Papier gedruckt, wie es zum Verpacken von Seife in Gebrauch war.
Nachdem 1926 ein neuer Maharadscha auf den Thron gekommen war, wurden zwei Jahre später neun Marken mit dem Bildnis des neuen Herrschers ausgegeben, die wieder Werte von ¼ Anna bis 5 Rupien aufweisen. Obwohl 1939 ein neuer Maharadscha den Thron bestieg, wurde diese Serie 1943 bis 1947 in geänderten Farben neu aufgelegt.
Kishangarh verwendete für amtliche Schreiben Dienstmarken, die 1917/18 durch Aufdruck der Buchstaben ON K D S (= On Kishangarh Durbar Service) auf Freimarken entstanden.
Der Staat wurde am 15. April 1949 Teil von Rajasthan und führte seinen Postdienst auf seinem Territorium weiter fort.

### Las Bela

½-Anna-Marke von 1897 mit Inschriften in Englisch und Urdu

Las Bela liegt auf dem Gebiet des heutigen Pakistan und wird im Michel-Katalog auch dort gelistet. Las Bela verausgabte nur zwei verschiedene Briefmarken, eine Marke zu ½ Anna und eine Marke zu 1 Anna. Bei der Marke zu ½ Anna unterscheidet man verschiedene Auflagen an unterschiedlich getönten Papieren. Alle Marken wurden im Buchdruckverfahren bei Thacker & Co. in Bombay gedruckt. Las Bela unterhielt ein Postamt außerhalb des Staatsterritoriums in Karachi und die Mehrzahl der erhaltenen Briefe wurden zwischen der Hauptstadt Bela und Karachi versandt. Britisch-Indien übernahm die Fürstenpost am 31. März 1907.

### Morvi

Morvi, 1 Anna, 1934

Morvi unterhielt einen Postdienst ab 1931. Die erste Serie umfasste drei Marken in den Wertstufen 3 Pies (rot), ½ Anna (blau) und 2 Anna (gelbbraun). Sie zeigen das Porträt des Maharadscha Lakhdirji und wurden nur in Kleinbogen zu vier Marken hergestellt; die Blätter wurden zusammengenäht und als kleine Bündel an die Postämter ausgeliefert. Noch im gleichen Jahr wurden die Marken in Kleinbogen zu acht Stück gedruckt, dabei unterlief ein Herstellungsfehler, die Marke zu 3 Pies wurde in der blauen Farbe der ½ Anna gedruckt. Die Fehldrucke kamen an die Postschalter und sind häufiger als die 3-Pies-Marken in der korrekten roten Farbe. Diese zweite Ausgabe wurde um eine braunrote Marke zu 1 Anna erweitert.
1932 wurde das Design etwas geändert, der Kopf des Maharadscha etwas kleiner abgebildet und die Wertangabe von ½ Anna auf 6 Pies geändert. Im darauf folgenden Jahr gab man eine weitere Serie mit einem nach links blickenden Maharadscha bei einer nicht mehr bekannten Firma in London in Auftrag. Die Platten für den Buchdruck wurden wahrscheinlich nach Morvi geschickt, denn die Morvi Press Printing besorgte von den Londoner Platten zwischen 1935 und 1948 weitere Auflagen, die eine raue Perforierung und abweichende Farben zeigen.
Morvi schloss sich am 15. April 1948 Saurashtra an.

### Nandgaon

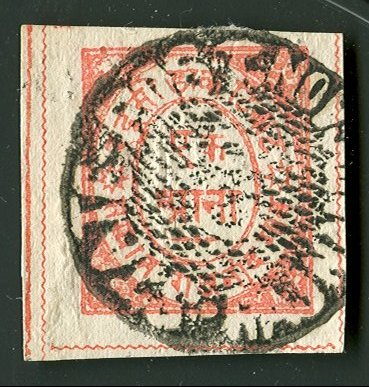
Nandgaon, 2 Anna 1893

Nandgaon war ein Fürstenstaat mit sehr kurzlebigem Postdienst. Die ersten beiden Briefmarken, die im Steindruck in Poona hergestellt worden waren, kamen vermutlich 1891 an die Postschalter. Sie könnten jedoch schon Ende 1887 erschienen sein, da sich Nandgaon von Januar 1888 bis November 1891 unter direkter Verwaltung des British Raj befand und wenig Zeit zur Vorbereitung einer Markenausgabe 1891 blieb. Die beiden ersten Marken sind nur handschriftlich entwertet bekannt.
Am 1. Januar 1893 erschien eine Serie von vier Marken zu ½ Anna (2 Ausgaben), 1 Anna und 2 Anna, die bei der Balram Press in Rajnandgaon im Buchdruckverfahren gedruckt wurden. Diese Marken waren 18 Monate in Gebrauch, erhaltene Briefe sind sehr selten. Die Serie von 1893 wurde im gleichen Jahr durch Aufdruck eines violetten Handstempels mit den Initialen M. B. D. (für Mahant Balram Das, den regierenden Raja) zu Dienstmarken. Diese Dienstmarken waren auch noch nach der Schließung der Post für den Publikumsverkehr zum 1. Juli 1894 einige Jahre für Dienstsendungen in Gebrauch.

### Nawanagar

Nawanagar, 1 Dokra, 1893

Nawanagar besaß eine eigene Silberwährung, die Kori genannt wird und in 21 Dokra unterteilt wird.
Die ersten Briefmarken zu 1 Dokra waren im Buchdruckverfahren hergestellt und erschienen 1877. Sie zeigen ein indisches Krummschwert mit der Spitze nach rechts und wurden in verschiedenen Blautönen gedruckt. 1877 und 1880 wurden sehr einfache im Typensatz gestaltete Briefmarken ausgegeben, die nur Gujarati-Schrift aufweisen. 1893 wurden acht Marken mit dem Wappen des Staates ausgegeben. Da der Postdienst zum 1. Januar 1895 eingestellt wurde, entwertete man die vorhandenen Restbestände mit einer Vielzahl an gerade verfügbaren Stempeln und verkaufte sie an Händler.

### Orchha

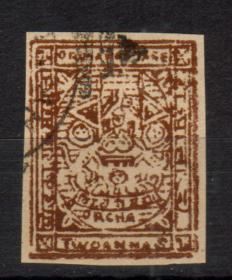
Orcha, 2 Anna 1914

Orchha gehört auch zu den indischen Fürstenstaaten, die bei Philatelisten wenig beliebt sind. Im Jahre 1897 plante die Regierung des Staates die Eröffnung eines Postdienstes. Ein im Lande befindlicher Schweizer Juwelier wurde mit der Gravur von vier Druckplatten für Briefmarken zu ½, 1, 2, und 4 Anna beauftragt. Die Regierung nahm die Platten aus unbekannten Gründen jedoch nicht ab. Um seine Ausgaben erstattet zu bekommen, druckte der Schweizer von seinen Platten „Briefmarken“ und verkaufte sie an Händler. Die Marken werden im Michel-Katalog als unverausgabt gelistet, waren jedoch keine im staatlichen Auftrag hergestellte Postwertzeichen.
Erst 1913 wurden die ersten amtlichen Briefmarken mit dem Staatswappen Orchhas von Shri Pratab Prabhakar im Steindruckverfahren hergestellt. Die geschnittene ½ Anna in grün und die rote 1 Anna wurden im folgenden Jahr in einer leicht geänderten Zeichnung als Teil einer Serie von ¼ bis 4 Anna neu aufgelegt und blieben bis 1935 in Gebrauch.

Orcha, ¼-Anna-Marke von 1935

Im Jahre 1935 kam eine neue Serie von 22 Werten mit dem Porträt des Maharadscha Vir Singh II. in westlicher Kleidung an die Postschalter. Diese Serie wurde von Stanley Gibbons lange nicht katalogisiert, da umstritten war, ob die Marken tatsächlich zu postalischen Zwecken gebraucht worden waren. In der Mitte der 1930er Jahre war der Postdienst in keinem guten Zustand, die Preise waren teilweise höher als bei der britisch-indischen Post und die neu gedruckten Marken wurden unter Nennwert in großen Mengen an ausländische Händler verkauft, darunter auch Fehldrucke mit kopfstehenden oder fehlenden Mittelstücken und viele Zähnungsabarten. Hinzu kommt die Tatsache, dass es für die hohen Werte von 2 bis 25 Rupien keine entsprechenden postalische Dienstleistung gab. Zu diesem Zeitpunkt kostete ein Einschreibebrief der ersten Gewichtsstufe 5 Anna (bei der britisch-indischen Post 4 Anna). Mittlerweile sind einige echt gelaufene Bedarfsbriefe bekannt geworden, so dass die Serie inzwischen in den Katalogen aufgeführt wird. Ungebrauchte Exemplare, die tatsächlich an Postämter in Orchha geliefert wurden, sind an rückseitigen violetten Kontrollstempeln zu erkennen.
Nach einer umfassenden Reform des Postdienstes, wurde 1939 eine neue Serie bei der indischen Staatsdruckerei in Nashik im Stichtiefdruckverfahren angefertigt. Auch diesmal umfasste die Serie sehr hohe Nominale, darunter Marken zu 15 Rupien und 25 Rupien, die im Michel-Katalog nicht gelistet werden. Die Inschrift Postage & Revenue weist darauf hin, dass neben einer postalischen auch eine fiskalische Verwendung zugelassen war.
Am 1. Mai 1948 trat Orchha Vindhya Pradesh bei und wurde seitdem von der indischen Post versorgt.

### Poonch

Poonch, 4 Anna rot auf gelbem Papier

Poonch war ein kleiner Fürstenstaat im Südwesten Kaschmirs, der von einer jüngeren Linie der Fürstenfamilie Kaschmirs regiert wurde. Erst 1901 wurde der Staat von Kaschmir unabhängig, bis zu diesem Zeitpunkt stand er in einem Lehensverhältnis zum Fürsten von Kaschmir. Dies kommt unter anderem auch dadurch zum Ausdruck, dass der Grafiker Rahat Ju, der die ersten Marken von Jammu und Kaschmir entworfen hatte, auch die Marken von Poonch entwarf. Alle Briefmarken wurden einzeln von einem Druckstempel entweder in schwarz oder rot auf weißes oder farbiges Papier gedruckt, welches zuvor mit Bleistift in Kästchen unterteilt worden war. Dabei dienten die roten Marken für den allgemeinen Postdienst, die schwarzen Marken waren der Dienstpost vorbehalten. Insgesamt wurden die Briefmarken nur von sieben verschiedenen Klischees gedruckt, allerdings werden durch die Vielzahl der Papierarten und -farben 63 Freimarken und 10 Dienstmarken unterschieden.
Die Post von Poonch wurde am 1. Januar 1895 eingestellt, jedoch blieben die Briefmarken zu 1 Anna und 4 Anna noch bis 1908 als Stempelmarken in Gebrauch.

### Rajasthan
Nach der Unabhängigkeit Indiens 1947 schlossen sich zwischen März 1948 und März 1949 die meisten Fürstentümer der Rajputana Agency zusammen. Mit dem Beitritt des Staates Jaipur im April 1949 wurde dessen Maharadscha zum Rajpramukh der United States of Rajasthan. Unter den Fürstenstaaten waren zum Zeitpunkt des Zusammenschlusses noch vier, die eigene Postdienste betrieben: Bundi, Jaipur, Kishangarh und Shahpura. Briefmarken (und Steuermarken) wurden mit violetten Handstempelaufdrucken oder schwarzen Maschinenstempelaufdrucken zu Briefmarken Rajasthans. Die Aufdrucke auf den Marken Jaipurs kamen erst am 26. Januar 1950 an die Postschalter und verloren wie alle übrigen Marken ihre Gültigkeit am 1. April 1950. Wegen der kurzen Verwendungszeit sind gebrauchte Exemplare selten. Obwohl der Aufdruck auf die United States of Rajasthan verwies, beschränkte sich der Postdienst auf das Gebiet der vier Fürstenstaaten Bundi, Jaipur, Kishangarh und Shahpura, ein Postdienst für die gesamte Union entstand nicht.

### Rajkot

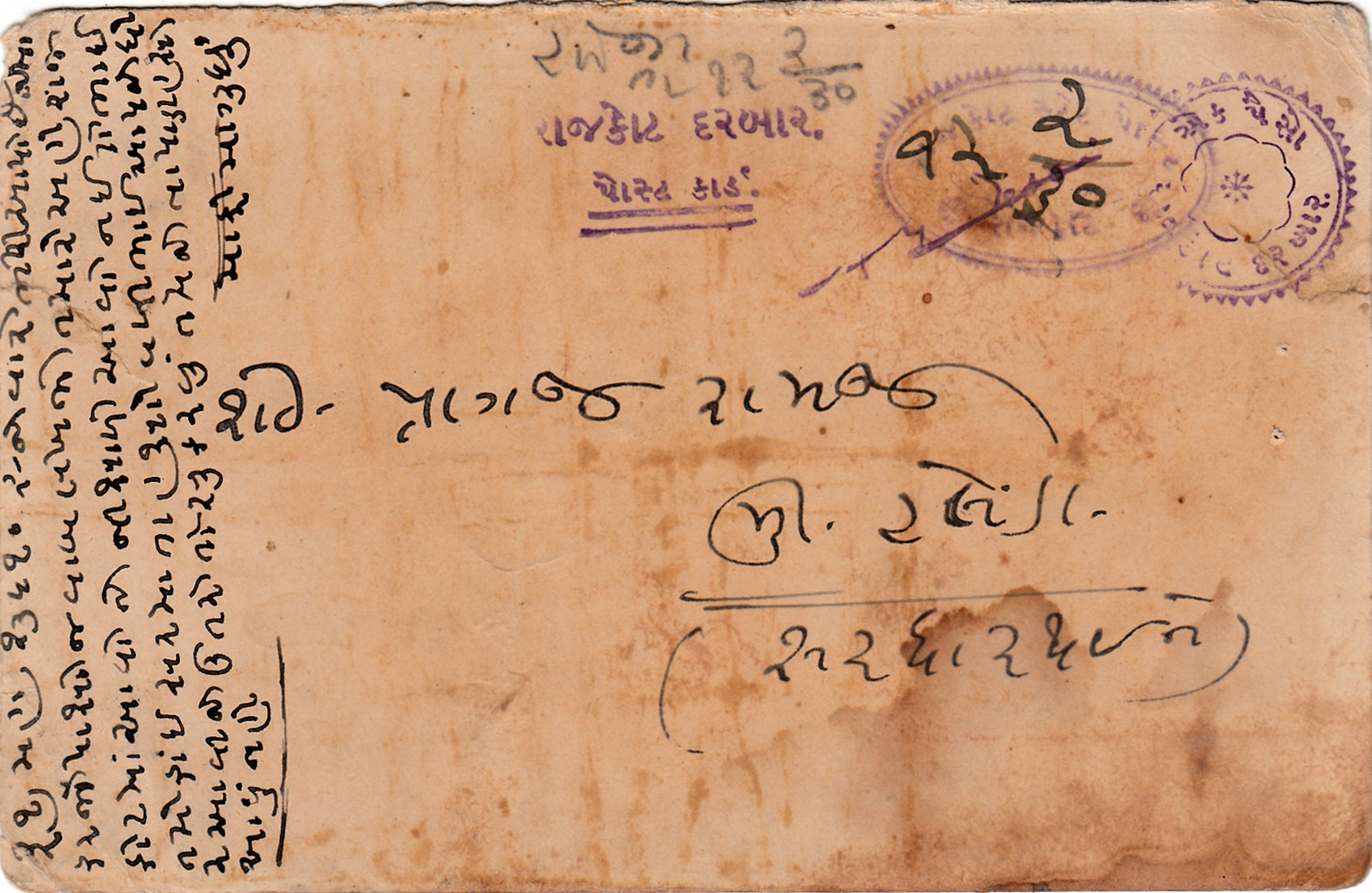
Ganzsachenpostkarte von Rajkot mit rundem Wertstempel zu 1 Pice

Von 1925 bis 1948 betrieb Rajkot eine Staatspost, für die aber nur einfach gestaltete Ganzsachen herausgegeben wurden. Die Umschläge wurden mit einem Wertstempel in blauvioletter Farbe bedruckt und mussten zusätzlich vom Bezirksrichter unterschrieben werden.

### Rajpipla

Rajpipla, 1 Pice von 1880

Von der Post Rajpiplas ist bekannt, dass sie irgendwann in den späten 1870er Jahren eröffnet wurde. Anfangs war für Briefe Barfreimachung vorgesehen, ab 1879 wurden Ganzsachen eingeführt. 1880 erschien die einzige Briefmarkenserie, die drei Werte zu 1 Pice (blau), 2 Anna (grün) und 4 Anna (rot) umfasste. Die Marken wurden im Steindruckverfahren in Bögen zu 64 (1 Pice) oder 20 Exemplaren gedruckt. Bereits 1886 wurde die Post Rajpiplas von der britisch-indischen Post übernommen.

### Shahpura

Shahpura, 1 Anna, handschriftlich entwertet, wahrscheinlich fiskalisch gebraucht

Die Post von Shahpura gehört zu einer kleinen Zahl von Fürstenposten, deren Existenz in philatelistischen Kreisen eine Zeitlang völlig in Vergessenheit geraten waren und deren Briefmarken nicht katalogisiert worden waren. Mit einer Fläche von knapp über 1000 km², einer Einwohnerzahl von 54.233 (1931) und einer Alphabetisierungsrate von etwa 5 % gehörte der Fürstenstaat zu den kleinsten, die einen eigenen Postdienst betrieben. Es bestand nur ein einziges britisch-indisches Postamt seit den 1830er Jahren in der Hauptstadt Shahpura, ansonsten waren die 133 Dörfer nicht an ein Postnetz angeschlossen. Der Beginn einer fürstlichen Dienstpost wird heute in den 1870er Jahren vermutet, erhaltene Briefe belegen, dass sie nicht nur den Behörden des Fürstentums zur Verfügung stand, sondern dass auch Privatpersonen den Dienst gegen eine Gebühr von 1 Pice pro Brief nutzen konnten. 1914 wurden sehr einfach gestaltete Briefmarken zu 1 Pice im Buchdruckverfahren auf blauem Papier hergestellt. Sie tragen in Rot nur die Inschrift RAJ/SHAHPURA/Postage 1 pice. 1917 erfolgte eine neue Ausgabe in gleicher Zeichnung auf graubraunem Papier und 1920 eine Marke, bei der die Inschrift zu RAJ/SHAHPURA/1 pice verkürzt wurde. 1928 wurde das Porto für einen einfachen Brief von 1 Pice auf 1 Anna angehoben und eine neue Marke mit der Inschrift RAJ/SHAHPURA/1 Anna in schwarz auf pinkfarbenem Papier gedruckt. Von diesen einfachen Briefmarken sind nur sehr wenige Exemplare erhalten geblieben. Anstatt neue Briefmarken zu drucken, entschieden die Postbehörden ab 1930 auf eine schon seit 1898 verwendet Fiskalmarke zurückzugreifen, die in rot auf weißes Papier gedruckt wurde und das Wappen des Staates zeigt. Gebrauchte, lose Exemplare sind nur wenn sie einen Poststempel tragen eindeutig als Briefmarken zu identifizieren, allerdings entwerteten viele kleinere Postämter Briefmarken ebenfalls handschriftlich. Neben dieser Fiskalmarke war eine Gerichtsgebührenmarke zu 4 Anna ausdrücklich als Frankatur für Einschreibesendungen zugelassen.
Die Briefmarken Shahpuras wurden inzwischen im Stanley Gibbons Katalog India aufgenommen.
Shahpura wurde am 15. April 1948 mit weiteren Fürstentümern Teil der Union von Rajasthan. Ob die Post Shahpuras weiterhin betrieben wurde, ist unklar. Sandeep Jaiswal zeigt in seiner Ausstellung der Briefmarken von Shahpura eine überdruckte Fiskalmarke zu 1 Anna für den Gebrauch in der neuen Union von Rajasthan, aber sie trägt keinen Poststempel und der Stanley Gibbons Katalog vermeldet keine Ausgaben für Rajasthan auf Urmarken Shahpuras.

### Sirmur

Sirmur, 2 Anna rot von 1894

Sirmur gab die erste Marke für einen einfachen Brief 1879 aus. Es handelt sich eine grüne Marke zu 1 Pice, die im Steindruckverfahren hergestellt wurde mit dem Schriftzug in Englisch Sirmoor State Postage Stamp und darunter ein zweizeiliger Schriftzug in Devanagari. Im folgenden Jahr wurde im gleichen Design eine blaue Marke zu 1 Pice ausgegeben. Die Marken wurden vorwiegend an Sammler und Händler verkauft, gebrauchte Stücke auf Bedarfspost sind kaum bekannt. Nachdem die Vorräte aufgebraucht waren, beschloss die Postverwaltung 1892 eine neue Auflage drucken zu lassen, die Originalsteine waren aber nicht mehr vorhanden und Vorlagestücke hatte die Post auch nicht mehr. Man behalf sich, indem man eine Abbildung aus einem Briefmarkenkatalog nahm und an eine Druckerei in Kalkutta schickte, die die neue Auflage einer grünen und blauen 1-Pice-Marke besorgte. Der Grafiker kopierte allerdings die komplette Abbildung, einschließlich der im Katalog gedruckten Zähnungsumrisse, auf den Druckstein. Die Marken wurden trotz dieses Fehlers abgenommen und verwendet.
Ab 1885 erschien eine neue Serie mit dem Porträt des Raja Shamser Parkash mit Werten von 3 Pies bis 2 Anna. Es sind bis 1896 insgesamt sieben Auflagen bekannt, allerdings wurden nicht alle Werte bei jeder Auflage neu gedruckt. 1894 wurde eine weitere Serie ausgegeben, die im Stichtiefverfahren bei Waterlow & Sons in London hergestellt wurde und acht Werte von 3 Pies bis 1 Rupie mit der Abbildung eines Indischen Elefanten umfasst. Eine letzte Serie von vier Werten mit dem Kopfbild des Rajas wurde ebenfalls bei Waterlow & Sons hergestellt und kam 1899 an die Postschalter. Ab 1890 wurden Dienstmarken durch Aufdruck der Buchstaben On S. S. S. (On Sirmur State Service) auf den verschiedenen Briefmarkenserien hergestellt.
Briefe mit Marken Sirmurs sind kaum erhalten, da die Zusteller die Anweisung hatten, die Briefmarken von den Empfängern der Postsendung zurückzufordern. Die so eingezogenen gebrauchten Briefmarken wurden an Händler verkauft. Die wenigen erhaltenen Briefe tragen eine Mischfrankatur mit britisch-indischen Marken und Adressen außerhalb Sirmurs, wodurch sie der amtlichen angeordneten Rückgabe der Marken entgingen.
Die Fürstenpost wurde zum 1. April 1902 geschlossen.

### Soruth/Junagadh/Saurashtra

Soruth 1 Anna, 1878

Der Staat Soruth trug eigentlich den Namen Junagadh. Soruth oder Saurashtra ist die Bezeichnung für eine Landschaft auf der Kathiawar-Halbinsel, die nicht deckungsgleich mit dem Staatsgebiet war. In Soruth war die Währung bis 1913 die Kori zu 40 Dokra oder 16 Anna. Soruth hatte von allen Fürstenstaaten den langlebigsten Postdienst von 1864 bis 1950.
Die erste Briefmarke zu 1 Anna (Briefporto) wurde 1864 einzeln in schwarzer Wasserfarbe auf getöntes Papier gedruckt. Der Text lautet in Devanagari Saurasthra Post 1864-65. Ab 1868 folgte eine Reihe von Marken, die im einfachen Typensatz schwarz auf buntes Papier in Bögen zu wahrscheinlich 20 Exemplaren by Nitiprakash Ptg Press in Junagadh entstanden. Der Text besteht bei einigen Marken aus gemischten Schriften, Text in Devanagari und Ziffern in Gujarati-Schrift.
Ab 1878 kamen zwei Motive an die Postschalter, die in mehreren Auflagen auf unterschiedlichen Papieren bis 1914 in Gebrauch blieben. Die grüne 1 Anna deckte das normale Briefporto ab, die rote 4 Anna war für Einschreiben vorgesehen. 1913 führte der neu inthronisierte Nawab Mahabat Khan III. die indische Währung ein und es entstanden einige Behelfsausgaben durch Aufdrucke auf den zuvor ausgegebenen Marken. Im Jahr darauf wurden diese Provisorien durch eine 3-Pies-Marke in grün und eine 1-Anna-Marke in rot ersetzt, die wieder die wichtigsten Portosätze für normale und eingeschriebene Briefe darstellten. Im September und Oktober 1923 wurde der regierende Nawab mit zwei unterschiedlichen Porträtmarken geehrt, die 1929 weitere Auflagen auf anderen Papiersorten erlebten. 1929 gab die Post eine Serie von acht Werten bei der indischen Regierungsdruckerei in Nashik in Auftrag. Die Marken zeigen eine Ansicht von Junagadh, einen Asiatischen Löwen, den Nawab und ein Kathiawari.
Durch Aufdruck des Wortes SARKARI wurden aus den Marken von 1929 Dienstmarken hergestellt.
Nach der Unabhängigkeit Indiens wurde am 15. Februar 1948 aus 221 ehemaligen Fürstenstaaten auf der Kathiawar-Halbinsel die United States of Saurashtra gebildet. Soruth trat diesem Staatenbund nach einer Volksabstimmung am 20. Januar 1949 bei. Nach dem Zusammenschluss entstanden bis März 1950 noch vier Aufdruckmarken, drei auf der Ausgabe von 1929 und eine Gerichtsgebührenmarke von Bhavnagar wurde zur Briefmarke von Saurashtra.
Der Postdienst Saurashtras wurde am 30. März 1950 in die indische Post eingegliedert.

### Tonk

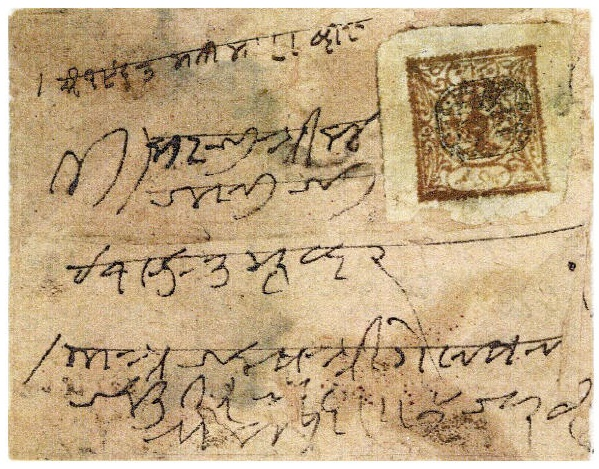
Einer der drei bekannten Umschläge mit einer gelbbraunen ¼-Anna-Marke

Dass Tonk einen Postdienst hatte, war jahrzehntelang in Vergessenheit geraten. Erst durch eine Publikation in The London Philatelist aus dem Jahr 1991 wurde eine gelbbraune ¼-Anna-Marke bekannt. Insgesamt sind nur drei Umschläge mit dieser Marke erhalten, die aus den Jahren 1906/07 stammen.

### Travancore

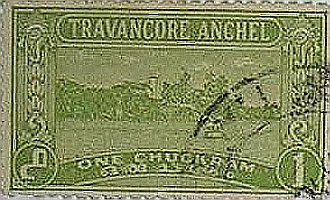
Travancore, 1-Chukram-Marke von 1939 mit Darstellung des Ashtamudi-Sees

Die an der Malabarküste gelegenen benachbarten Staaten Travancore und Cochin schlossen ein Postabkommen, das die Frankierung und Weiterleitung von Briefen von einem in den anderen Staat erlaubte. Hiervon wurde rege Gebrauch gemacht, wie erhaltene Briefe belegen. Travancore verwendete die Travancore Rupie, die in 28 Chuckram und 448 Cash unterteilt war. Alle Briefmarken tragen die Inschrift Anchal oder Anchel was Post bedeutet, um Briefmarken von Stempelmarken zu unterscheiden. Alle Druckplatten der Briefmarkenausgaben bis 1931 (einige Neuauflagen noch bis 1939) wurden von Messingklischees hergestellt, von denen durch Galvanotechnik Kopien erstellt wurden, welche in einem Rahmen angeordnet wurden.
Von 1888 bis 1939 zeigten alle Freimarken eine stilisierte marine Raubschnecke (Chank Shell), die auch als Wasserzeichen im Papier verwendet wurde. Die Rahmen wurden bei den verschiedenen Wertstufen variabel gestaltet. 1931 kamen drei Sondermarken zur Krönung von Maharadscha Bala Rama Varma XI. an die Postschalter, deren Platten by Calcutta Chromotype Co. hergestellt worden waren. Das Druckbild war so mangelhaft, dass in der Folgezeit die Platten für neue Briefmarkenserien bei der Indian Security Press in Nashik beschafft wurden. Hierzu gehören eine Serie mit vier Werten anlässlich der Eröffnung der Tempel Subramania, Sri Padmanabha, Mahadeva und Kanyakumari durch den Maharadscha und eine siebenteilige Serie zum 27. Geburtstag des Maharadscha im Jahre 1939. Auch zum 29. Geburtstag des Maharadscha erschienen am 20. Oktober 1941 zwei Sondermarken mit Landschaftsdarstellungen und dem Porträt des Herrschers in einem Medaillon. Bis 1946 erschienen noch einige Neuauflagen dieser Marke in geänderten Farben, sowie eine rote 8-Cash-Marke zum 34. Geburtstag des Maharadscha im Oktober 1946. Die letzte Briefmarke des Fürstenstaats ist eine Dienstmarke, die durch den Aufdruck SPECIAL wieder für den allgemeinen Postgebrauch zugelassen wurde.
Ab 1911 stellte Travancore für dienstliche Sendungen Dienstmarken durch Aufdruck der Buchstaben On S. S. her. Dabei kam es zu vielen Aufdruckunregelmässigkeiten, wie verstümmelten, doppelten oder kopfstehenden Aufdrucken. Insgesamt sind 108 verschiedene Dienstmarken (ohne Varietäten) katalogisiert, während nur 77 Briefmarken für den allgemeinen Postverkehr ausgegeben wurden.
Am 1. Juli 1949 schloss sich Travancore mit Cochin zu Travancore-Cochin zusammen.

### Travancore-Cochin

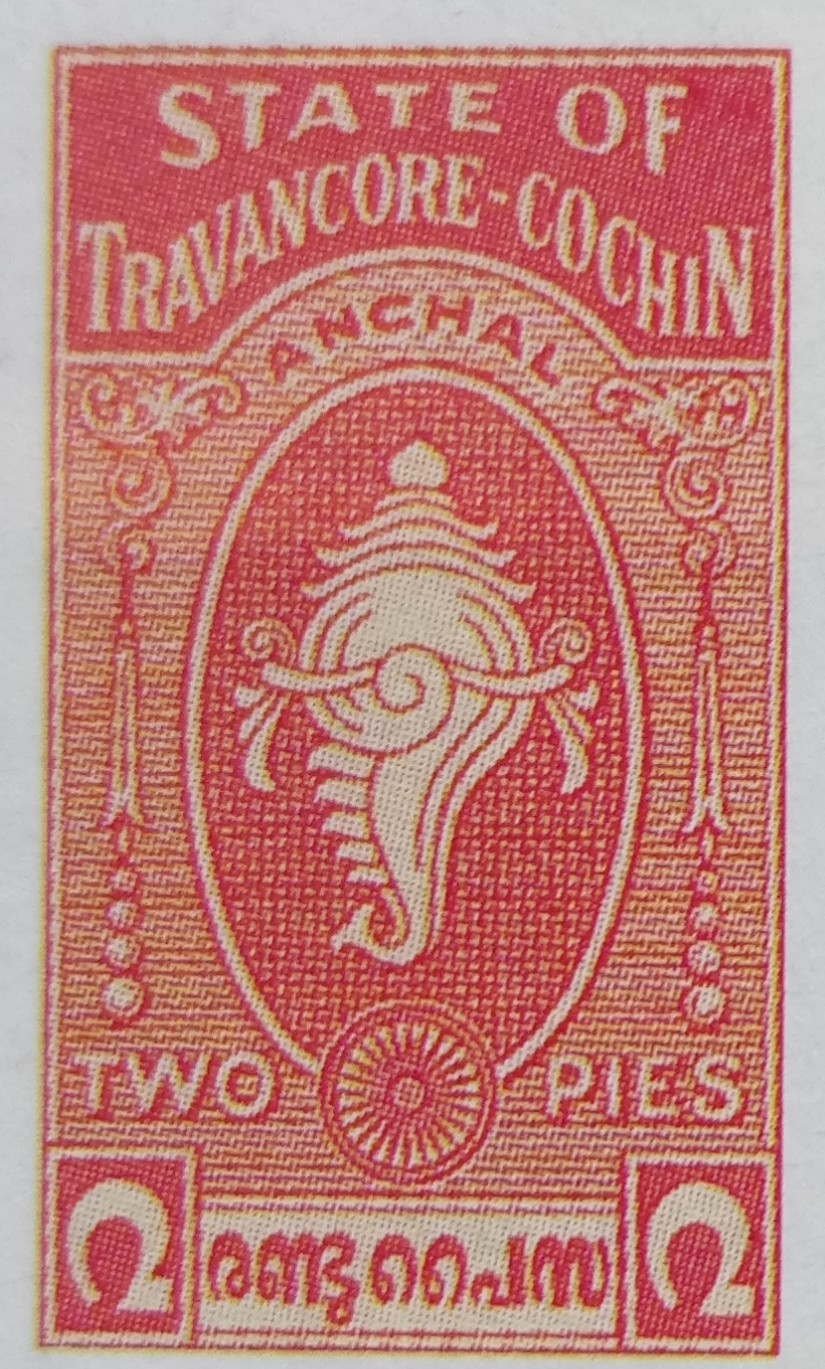
Travancore-Cochin, 2 Pies, Oktober 1950

Die Föderation Travancore-Cochin (United States of Travancore and Cochin U.S.T.C.) entstand am 1. Juli 1949 durch den Zusammenschluss der benachbarten Fürstenstaaten Travancore und Cochin. Ab dem 6. Juni 1950 wurden Postsendungen, die mit Briefmarken von Travancore-Cochin freigemacht worden waren nicht nur in ganz Indien zugestellt, sondern waren auch im internationalen Postverkehr gültig.
Vom 1. Juli 1949 bis 1. April 1950 waren 11 verschiedene Marken von Travancore und Cochin durch Aufdruck neuer Wertstufen oder die Buchstaben U.S.T.C. hergestellt worden. Diese Aufdrucke waren notwendig geworden, weil die Fürstenstaaten die indischen Münzeinheiten eingeführt hatten und sie daher keine Briefmarken in Wertstufen mit Chuckram und Puttan verwenden konnten.
Am 24. Oktober 1950 wurden zwei neu entworfene Wertzeichen herausgegeben, die rote 2 Pies zeigt eine Schnecke aus der Familie der Turbinellidae und die blaue 4 Pies einen Palmenstrand. Diese beiden Briefmarken waren bis zur Übernahme der Tranvancore-Cochin Post durch die indische Post am 1. Juli 1951 gültig. Durch Aufdruck des Wortes SERVICE auf 15 alten Travancore-Marken und zwei alten Cochin-Marken hergestellte Dienstmarken blieben sogar bis September 1951 gültig. Sämtliche Aufdruckmarken Travancore-Cochins sind nachlässig hergestellt und weisen etliche Druckfehler auf.

### Wadhwan

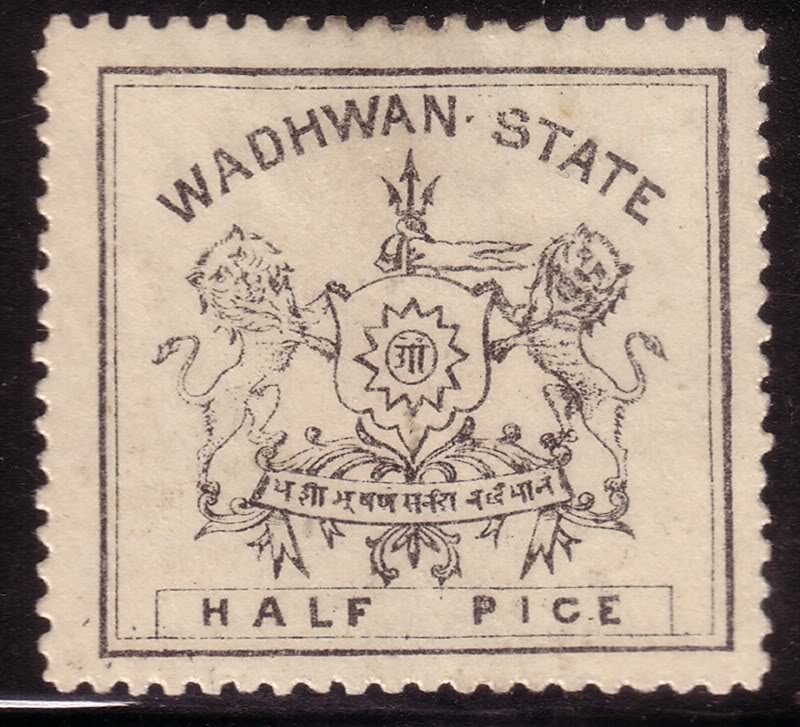
Wadhwan, ½ Pice 1888-94

Wadhwan war mit nur 627 km² Fläche einer der kleinsten Staaten, die einen eigenen Postdienst unterhielten. Das Porto für einen einfachen Brief betrug ½ Pice und Briefmarken wurden nur in einem einzigen Markendesign zwischen 1888 und 1894 ausgegeben. Dadurch, dass jedoch sieben verschiedene Drucksteine beim Hersteller Thacker & Co in Bombay verwendet wurden, sowie mehrere Papierarten und Zähnungen vorkommen, unterscheiden Philatelisten bei dieser Ausgabe 15 Varianten.
Zum Jahresende 1894 wurde die Staatspost geschlossen.